# Шадринка (Сладковский район)
Ша́дринка — деревня в Сладковском районе Тюменской области России. Входит в состав Менжинского сельского поселения.

## География
Деревня находится на юго-востоке Тюменской области, в пределах юго-западной части Западно-Сибирской низменности, в подзоне южной лесостепи, на расстоянии примерно 34 км (по прямой) к северо-западу от села Сладково, административного центра района. Абсолютная высота — 132 м над уровнем моря.

### Климат
Климат резко континентальный с холодной продолжительной зимой и тёплым относительно коротким летом. Средняя температура воздуха самого холодного месяца (января) — −17,2 °C (абсолютный минимум — −43 °C); самого тёплого месяца (июля) — 22 °C (абсолютный максимум — 40 °С). Среднегодовое количество атмосферных осадков составляет 373 мм, из которых большая часть выпадает в тёплый период.

### Часовой пояс
Деревня Шадринка, как и вся Тюменская область, находится в часовой зоне МСК+2. Смещение применяемого времени относительно UTC составляет +5:00.

## Население
| 1989 | 2002 | 2010 |
| ---- | ---- | ---- |
| 163  | ↘132 | ↘83  |

### Половой состав
По данным Всероссийской переписи населения 2010 года, в половой структуре населения мужчины составляли 54,2 %, женщины — соответственно 45,8 %.

### Национальный состав
Согласно результатам переписи 2002 года, в национальной структуре населения русские составляли 72 % из 132 чел.